# Bernhard Otto von Rehbinder
Bernhard Otto, barone di Rehbinder (Reval, 21 novembre 1662 – Torino, 12 novembre 1742) è stato un generale svedese che prestò servizio come ufficiale comandante, con il grado di maresciallo di campo, presso l'esercito sabaudo nel XVIII secolo.

## Biografia
Nato nella città di Revel (attuale Tallinn), allora compresa nel regno di Svezia, Bernardo Otto proveniva da una famiglia svedese di confessione luterana e di buona nobiltà, originaria del Livonia Svedese. Il padre, barone Otto della linea dei baroni di Uddrich e Wagenküll in Estonia e Kavantholm nella parrocchia di Sankt Andree nell'istmo careliano in Finlandia, era stato consigliere di stato; ciò facilitò la carriera del figlio che intraprese il servizio delle armi.

## Carriera militare
Preso in servizio come ufficiale nell'esercito dell'elettore e conte del Palatinato Giovanni Guglielmo, ed asceso rapidamente al grado di generale d'artiglieria, nel 1706 riceveva il comando delle truppe inviate in Piemonte assieme a quelle imperiali, prussiane e di altri principi tedeschi nella guerra contro i Francesi.

### Al servizio di Vittorio Amedeo II
A capo del reggimento palatino Royal Allemand egli ebbe modo di misurarsi direttamente con le truppe francesi che stringevano d'assedio la capitale sabauda agli ordini del Gran Priore d'Orleans. In tal veste partecipò al fortunato assalto alle linee gallo-ispane del 7 settembre 1706 che costrinse i nemici alla ritirata liberando Torino dal lungo e tormentato assedio. Rehbinder, che reggeva il centro dello schieramento, uscì in battaglia e con tre impetuose cariche respinse il nemico superando addirittura il vallo trincerato. Riconosciutolo tanto prudente nelle decisioni tattiche, quanto valoroso sul campo, sin dagli ordini di marcia che gli rivolgeva nell'inverno del 1706 Vittorio Amedeo II si riprometteva di farlo entrare al proprio servizio e si firmava «Votre meilleure ami Amedée».
Fu successivamente presente alla spedizione in Provenza ed all'assedio di Tolone (1707); qui conquistò dapprima i trinceramenti sovrastanti Santa Caterina, da cui si poteva cannoneggiare la città, ed il giorno successivo respinse da Santa Caterina le truppe schierate in difesa. L'ardimentoso assalto gli valse gli elogi del valorosissimo principe Eugenio.
Il 13 novembre 1707 Rehbinder è nominato governatore di Biella e contemporaneamente incaricato di reclutare un reggimento di fanteria tedesca, del quale sarebbe stato colonnello e che da lui avrebbe preso il nome. I negoziati vennero condotti con il duca Eberardo Ludovico di Württemberg e durarono a lungo: si conclusero solo verso la fine del 1711 con la firma della convenzione.
Tuttavia, sin dal 13 novembre 1707 Rehbinder era stato iscritto nei libri dell'Ufficio Generale del Soldo come colonnello, ancorché il suo Reggimento di Fanteria Alemanna Rehbinder non fosse ancora pervenuto.

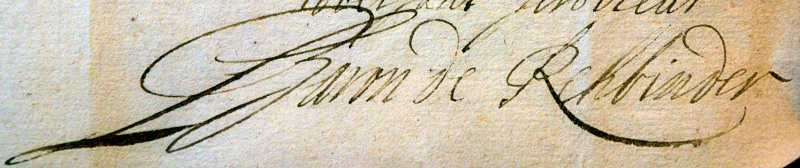
Firma autografa di Ottone di Rehbinder, tratta da una missiva redatta in lingua francese.

Rientrato in Piemonte, Rehbinder si muove alla volta del Colle della Rhône, che conquista il 31 luglio. Si mette quindi in marcia verso Oulx e Cesana impossessandosi del Monginevro. Mentre già si muoveva verso Briançon, Vittorio Amedeo II gli ordina di attaccare Fenestrelle. I francesi, stretti d'assedio, capitolano nelle mani di Rehbinder il 31 agosto rendendosi prigionieri di guerra.
Tra il 1708 ed il 1710 è protagonista della difesa di Exilles e di Fenestrelle. «S'agissant de postes si importants, nous vous avons choisi pour les commander»: con queste parole, nuovamente elogiandolo, il duca Vittorio Amedeo II gli assegnava la copertura delle due fortezze: da lì Rehbinder muove nuovamente alla volta di Briançon, che osa assaltare per ben tre volte pur essendo sprovvisto d'artiglieria. Fra il 1712 e 1713, grazie alla conoscenza del territorio acquisita negli anni di guerra, Rehbinder stese una relazione sulla situazione militare delle valli di Bardonecchia, Oulx e Cesana il cui scambio con quella di Barcellonette era oggetto delle trattative diplomatiche che portarono alla pace di Utrecht.
Coll'indebolirsi dell'alleanza austro-piemontese la guerra delle Alpi inizia a languire. Negli anni seguenti, anche a causa di ulteriori terremoti dinastici, i belligeranti intraprendono la via dei trattati di pace. In occasione dei festeggiamenti seguiti alla firma del trattato di Utrecht, grazie a cui Vittorio Amedeo II assurge a dignità regale, il 24 settembre 1713 Rehbinder veniva insignito del collare dell'Ordine supremo della Santissima Annunziata, massima onorificenza di casa Savoia, ed il governatorato di Biella era sostituito con quello di Pinerolo, città d'importanza militare e strategica assai maggiore, e delle Valli di Luserna e Pragelato.
Negli anni seguenti, Rehbinder diviene consigliere di fiducia del re Vittorio Amedeo II e porta a compimento un'importante riforma delle milizie di contado, il cui numero viene drasticamente ridotto. Come già gli era accaduto in patria, Rehbinder ascende assai rapidamente i ranghi dell'esercito sabaudo: tra il 1713 ed il 1730 da direttore generale della fanteria diviene generale di battaglia e poi generale d'artiglieria.
Due giorni prima di abdicare, Vittorio Amedeo II nominò Rehbinder maresciallo di Savoia, il più alto grado dell'esercito sabaudo, vacante dal 1568 (l'ultimo a rivestirlo era stato il conte Renato di Challant, alla cui morte Emanuele Filiberto non lo aveva più assegnato). Si trattava d'una nomina che poteva esser letta come una sorta di "tutela" al nuovo sovrano Carlo Emanuele III, delle cui capacità militari Vittorio Amedeo II dubitava notevolmente.

### Al servizio di Carlo Emanuele III
Carlo Emanuele III, salito al trono, non rimosse i ministri del padre, cercando, anzi, di mostrare la maggior continuità possibile col regno precedente. A Rehbinder assegnò la soprintendenza dell'esercito. Quando Vittorio Amedeo II - sperando di avere ancora il favore dell'esercito e degli ufficiali - tentò di riprendere il trono, supponeva in particolare di poter contare sull'appoggio di Rehbinder. Questi però, in una lettera molto prudente ma altrettanto ferma, gli ricordò i doveri che aveva contratto con giuramento verso il nuovo legittimo sovrano.
Nonostante questa prova di lealtà, Rehbinder fu progressivamente messo da parte da Carlo Emanuele III, sia per ragioni legate alla sua età, sia per il desiderio del sovrano di non essere (o apparire) guidato dai vecchi uomini di fiducia del padre. Nel 1733, con le prime manovre della futura Guerra di successione polacca, il re suggerì a Rehbinder di restare a guardia di Pinerolo ed evitare d'intraprendere una campagna nel pieno dei rigori invernali. Rehbinder dapprima sembrò accettare di buon grado il consiglio, ma quando vide che l'ormai ottantenne maresciallo Villars assumeva il comando dell'esercito francese, raggiunse a tappe forzate le truppe già avviate verso il Ticino e prese il comando della fanteria. Quando poi Villars medesimo suggerì d'assediare Mantova con la massima urgenza, Rehbinder, unico tra gli ufficiali, sposò la sua proposta strategica contraria al parere del re, che riteneva invece necessario puntare dapprima verso le fortezze del milanese.
Carlo Emanuele III ritenne allora di potersi privare del servizio dell'anziano maresciallo, che dovette far ritorno a Pinerolo. Terminò così la carriera militare di Rehbinder, che mantenne, comunque, il governo pinerolese.

## Vita familiare
Rehbinder aveva sposato la nobile Maria Giovanna Maddalena O'More Rury Oge of Mordha (†1737), vedova del barone di Bourgsdorff, dama della regina Anna. Costei apparteneva ad una famiglia cattolica irlandese che vantava nelle sue file diversi ribelli all'Inghilterra e suo padre John O'More era stato al servizio della Spagna come comandante d'armata nelle Fiandre. Essa giunse in Piemonte assieme ai due figli di primo letto, un maschio ed una femmina, ed ebbe sicuramente un importante ruolo nella decisione di Rehbinder di convertirsi al cattolicesimo. Il rito dell'abiura si tenne nel 1707 o nel 1708 presso la chiesa dello Spirito Santo di Torino, com'era allora consuetudine. Come si vedrà a breve, Rehbinder conserverà costante memoria della Confraternita dello Spirito Santo, ed alla storia della chiesa sceglierà di essere legato per sempre. L'abiura fu la premessa necessaria al suo ingresso dapprima nell'Ordine mauriziano e poi in quello dell'Ordine della Santissima Annunziata, che sino alla fine del Settecento poteva esser conferito solo ai cattolici (si confronti al proposito Karl Sigmund Friedrich Wilhelm von Leutrum). Dall'unione di Rehbinder con la O'More nacque Angiola Maria Caterina (1699-1731), che sposò intorno al 1720 Giacomo Giuseppe Antonio Scaglia di Sostegno (1697-1781), poi conte di Verrua. Il primo figlio maschio della coppia, nato nel 1725, fu chiamato Ottone in onore dell'avo, ma morì ad appena due anni d'età. Rehbinder ebbe cura anche dell'educazione e carriera dei figli di primo letto della moglie: il figliastro, barone di Bourgsdorff, seguì le orme del patrigno e divenne colonnello in seconda del Reggimento Rehbinder. La figliastra Felicita Maria fu data in moglie al marchese Filippo Tana.
Il 22 maggio 1739 Rehbinder, ormai settantacinquenne, si risposò con la sedicenne Cristina Piossasco de Feys della Volvera (1722-1775), della quale al Castello di Santena si conserva un ritratto risalente all'epoca delle nozze.
Rimasta vedova, la Piossasco-Rehbinder sposò nel 1748 il marchese Vittorio Carron di San Tomaso (1716-1776), cui diede in seguito tre figli.

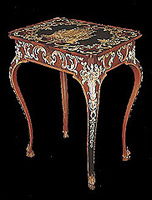
Pietro Piffetti, Tavolino celebrativo delle nozze Rehbinder - Piossasco (1739),Santena, Fondazione Cavour

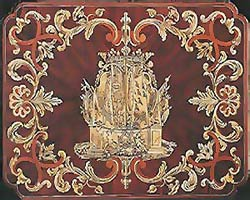
Pietro Piffetti, Tavolino celebrativo delle nozze Rehbinder - Piossasco: stemmi dei committenti, uniti dal collare della Santissima Annunziata,Santena, Fondazione Cavour

## Morte e discendenza

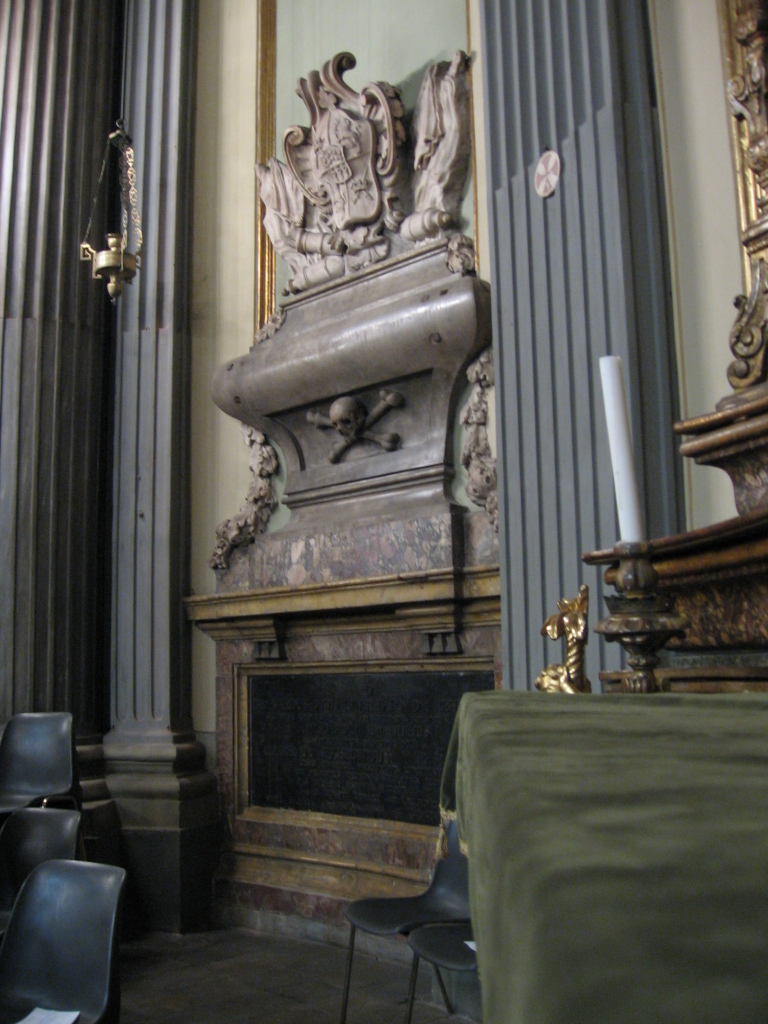
La tomba monumentale del maresciallo Rehbinder, presso la chiesa dello Spirito Santo in Torino.

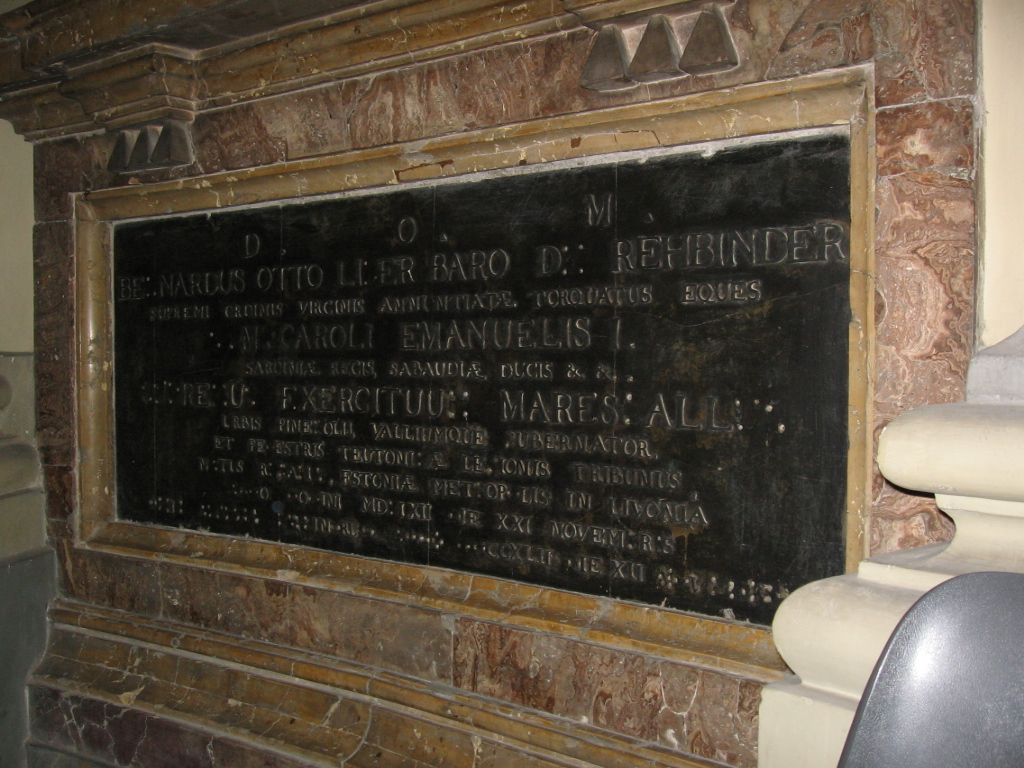
Particolare dell'epitaffio, con evidenti segni di vandalismo.

Nel 1741 la Confraternita dello Spirito Santo elesse suo priore Rehbinder e priora la sua giovanissima sposa. In seguito a ciò, egli espresse il desiderio di essere tumulato presso la chiesa dello Spirito Santo, dove già si era convertito alla fede cattolica. Perorò la richiesta il celebre ebanista Pietro Piffetti, che aveva rapporti di grande amicizia con Rehbinder, ricordando al Consiglio della confraternita come il priore e la priora avessero «sempre [...] datti attestati di munificenza e propensione verso di essa» ed avessero «fatto fabbricare tutte le paramenta». Il Consiglio accettava le donazioni e le proposizioni dei priori, aderendo alle loro pie richieste.
Rehbinder morì il 12 novembre 1742 «alle ore quattro di Francia», a 80 anni. Il suo feretro, scortato dal 1º Battaglione della Regina, da 60 poveri, 60 orfanelle, 12 valletti, sei cannoni e un distaccamento di cannonieri del Battaglione Chiablese, fu tumulato nella cappella di S. Silvestro (laterale sinistra) della chiesa dello Spirito Santo di Torino, come da sue volontà. Sul finire del secolo XVIII la tomba fu oggetto di vandalismo da parte dei giacobini.
Il figliastro, barone di Bourgsdorff, già colonnello in seconda del Reggimento Rehbinder, alla morte del patrigno assunse il comando del reparto, il quale venne conseguentemente rinominato Reggimento Bourgsdorff.